# Република Езо
Република Езо (транслит.) била је краткотрајна држава основана 1869. од стране свргнуте владе Токугава шогуната. Обухватала је територију острва Хокаидо и део Курилског архипелага.

## Историјат
Након пораза снага Токугава шогуната у Бошин рату (1869) током периода Меиџи обнове, део бивше шогунове морнацице, вођене од стране адмирала Еномото Такеакија, пребегао је на северно острво Езо (стари назив за острво Хокаидо), заједно са неколико хиљада војника и француских војних саветника. У свом последњем покушају да очува традицију самураја Еномото пише молбу царском двору да дозволи да се Хокаидо изузме од нових промена али бива одбијен.

## Оснивање републике и војна организација
У јануару, 1869. основана је независна република Езо, са организацијом владе заснованом на систему САД где је Еномото изгласан међу самурајима као први председник државе (тз. „сосаи). Ови избори се сматрају првим изборима у Јапану будући да је држава још увек била под стегама феудалне владавине где је воља ратног вође, шогуна била неоповргљива, а након тога почеле су и припреме за међународно признање од других држава.
Новчани фонд којим је располагала износила је 180.000 јапанских рјо златника које је Еномото придобио из замка у Осаки, пратећи шогуна током његовог пребега након Тоба-Фушими битке, ране 1868. године.
Током зиме 1868—1869. године, одамбрене снаге стациониране дуж јужне су знатно побољшање, поготово око замка Горјокаку. Трупе су биле организоване под заједничком командом Француско-Јапанских команданата, где су трупе биле подељене у четири бригаде над којом би командовао један од француских официра а свака од бригада била је подељена на две полу-бригаде свака под једним јапанским наредником.

## Пораз од царске војске
Царским трупама није одговарало да се на северном Јапанском острву оформи засебна држава већ су хтели да Јапан остане у целини па се у априлу 1869. снага од 7000 војника шаље у Хокаидо. Царске снаге су брзо напредовале, победивши у борби у Хакодатеу (главном граду републике Езо) где су окружили замак Горјокаку. Еномото, као председник и представник државе, предаје се 26. јуна 1869. снагама области Сацума и њеном команданту Куроди Кијотаки. Остало је забележено да је Курода био веома импресиониран посвећености Еномота у борби до те мере да је помогао да му се после суђења поштеди живот. Исте године, острво добија нови назив Хокаидо што би у грубом преводу значило „област северног мора“.

## Након републике
| Државна влада                                                         | Државна влада                                                         |
| Вође републике Езо са председником Еномото Такеакијем (напред десно). | Вође републике Езо са председником Еномото Такеакијем (напред десно). |
| --------------------------------------------------------------------- | --------------------------------------------------------------------- |
| Председник                                                            | Еномото Такеаки                                                       |
| Потпредседник                                                         | Мацудаира Таро                                                        |
| Министар за морнарицу                                                 | Араи Икуносуке                                                        |
| Министар војске                                                       | Отори Кеисуке                                                         |
| Асистент министра војске                                              | Хиџиката Тошизо                                                       |
| Хакодате магистрат                                                    | Нагаи Јаојуки                                                         |
| Асистент Хакодате магистрата                                          | Накаџима Сабуросуке                                                   |
| Есаши магистрат                                                       | Мацуока Широџиро                                                      |
| Асистент Есаши магистрата                                             | Косуги Масаношин                                                      |
| Мацумате магистрат                                                    | Хитоми Кацутаро                                                       |
| Министар за амелиорацију                                              | Сава Тарозаемон                                                       |
| Министар финансија                                                    | Еномото Мичиаки                                                       |
| Министар финансија                                                    | Кавамура Рокуширо                                                     |
| Командант морнарице                                                   | Кога Генго                                                            |
| Командант копнене војске                                              | Фуруја Сакузаемон                                                     |
| Званичник за војно-правна питања                                      | Такенака Шигеката                                                     |
| Званичник за војно-правна питања                                      | Имаи Нобуо                                                            |

Мада каснији историјски текстови напомињу да је тек у марту 1869. Еномото званично прихватио владавину цара, царска воља се републици Езо никада није доводила у питање што је доказано поруком Еномотоа царској влади при доласку у Хакодате:
| „ | Земљорадници и трговци нису ни ка који начин ометени, живе без страха радећи и подржавајући нас доприносећи узгоју. Молимо да овај део царства буде уступљен нашем господару Токугави Каменосукеу (Токугава Ијесато) а ми ћемо као одговор на ову добру вољу показати чувањем северне границе. | ” |

Из ове Емотове перспективе, напори да се успостави засебна влада у Хокаиду није била само због породице Токугава већ и због одбране која би републике Езо уступила у обрани целе земље, будући да је због западних освајања азијских земаља и претварања држава у колоније, то била главна брига Јапанског народа. Савремени историјски истраживачи забележили су да се острво Езо вековима није сматрало делом централне државе, већ неким засебним делом земље па се оснивање државе Езо није могло описати као сепаратизам у буквалном смислу те речи већ као политичко-социјални ентитет који је касније најнормалније прикључен Јапанској држави.
Еномото је одслужио кратку затворску казну и након пуштања 1872. године добија посао као владин службеник у Хокаиду. Касније постаје амбасадор у Русији а током живота држаће и неколико министарских позиција у меиџи влади.
- Еномото Такеаки, председник.
- Отори Кеисуке, главни командант.
- Араи Икуносуке, командант морнарице.
- Хиџиката Тошизо, командант Шинсенгумија.